# Victoria Mierlescu
Victoria Mierlescu (n. 18 septembrie 1905, Giurgiu -  d. 14 mai 1992, București) a fost o actriță română de film, radio, televiziune, scenă și voce.

## Biografie
A  absolvit Conservatorul de Artă Dramatică la București, la clasa maestrului Constantin I. Nottara. Îmbolnăvirea actriței Maria Giurgea îi oferă șansa de a debuta pe scena Teatrului Național, în piesa „Făt-Frumos” scrisă de Horia Furtună. Actriță la Teatrul de Estradă. A interpretat numeroase roluri în teatru și cinematografie. Alături de Maria Filotti, Constantin Nottara, Ion Finteșteanu, Ion Manolescu și Ronald Bulfinski a deschis seria Teatru Național Radiofonic la Radiodifuziunea Română în 1929
A fost actriță la Teatrul Național „I. L. Caragiale” și la Teatrul de Comedie din București. A obținut ulterior titlul de artistă emerită.

## Distincții
- Ordinul „Meritul Cultural” în gradul de Medalie cl. I, pentru teatru (1 februarie 1943)[5]
- Ordinul Muncii clasa a III-a (23 ianuarie 1953) „pentru merite deosebite, pentru realizări valoroase în artă și pentru activitate merituoasă”[6]
- Ordinul Muncii clasa a II-a (6 august 1956) „cu ocazia împlinirii a cinci ani de activitate a Teatrului Tineretului și pentru merite deosebite în activitatea artistică”[7]
- titlul de Artist emerit al Republicii Populare Romîne (15 mai 1957) „pentru merite deosebite în activitatea artistică, pedagogică, precum și în munca din alte domenii ale culturii”[8]

## Filmografie
- Politică cu... delicatese (sm, 1964)
- Muntele ascuns (1975)
- Povestea dragostei (1977)
- Tufă de Veneția (1977)
- E-atît de-aproape fericirea (1978)[9]
- Prea cald pentru luna mai (1984)
- Domnișoara Aurica (1986)
- Secretul lui Nemesis (1987)
- Fără lumini de poziție (1989)[10]
- Ochii care nu se văd (1990)